# Белорусский ПЕН-центр
Белорусский ПЕН-центр — белорусский национальный центр ПЕН-клуба, существовавший в 1989—2021 годах.

## История
Основан в 1989 году. Зарегистрирован Министерством юстиции Республики Беларусь 16 ноября 1990 года на основании Положения и постановления Совета Министров БССР № 274 от 1 ноября 1990 года и перерегистрировано 31 октября 1999 года. Принят в международную правозащитную неправительственную организацию «ПЕН-клуб» в мае 1990 года на Всемирном конгрессе. Члены белорусского ПЕН-центра разделяют принципы и ценности Хартии ПЕН-клуба, принципы деятельности правозащитников Беларуси. Белорусский ПЕН-центр является соучредителем Белорусского дома прав человека в Вильнюсе.
С 1996 года Белорусский ПЕН-центр является членом Комитета писателей в тюрьмах ПЕН-клуба, созданного в 1960 году Ассамблеей делегатов ПЕН-клуба.
Белорусский ПЕН-центр также участвует в работе Комитета ПЕН-клуба по художественному переводу и лингвистическому праву, в первую очередь в рамках программы Всеобщей декларации языковых прав.
9 августа 2021 года белорусский ПЕН-центр был ликвидирован по решению Верховного суда страны. Первый заместитель председателя центра Татьяна Нядбай заявила, что считает данное решение «наградой и признанием нашей деятельности» и добавила, что организация продолжит работу.

## Литературные премии

### Премия «Книга года»
Писатели и переводчики сами выбирают лучшую белорусскую книгу посредством онлайн-голосования. Победителем становится одна книга, написанная на белорусском или русском языке в жанрах художественная проза, документальная проза, поэзия или эссеистика.

### Премия Тётки
Премия Тётки — приз за лучшую белорусскоязычную книгу для детей и подростков. Награждён в двух номинациях: лучшее литературное произведение и лучшее художественное оформление. Соучредитель — Союз белорусских писателей. Премию поддерживает Местный благотворительный фонд «Возвращение».

### Премия Гедройца
Премия Гедройца — крупнейшая независимая литературная премия в области художественной и документальной прозы на белорусском языке. Вручается с 2012 года. Премия организована Белорусским ПЕН-центром и Союзом белорусских писателей при поддержке Польского института в Минске. В 2019 году, среди прочих, спонсорами премии выступили адвокатское бюро «Боровцов и Салей», ЧП «Террасофт» и Светлана Алексиевич.

### Премия «Дебют» имени Максима Богдановича
Вручается за лучшую дебютную книгу, написанную на белорусском языке или переведенную на него автором или переводчиком в возрасте до 35 лет. Присуждается за произведения в жанрах поэзия, проза, художественный перевод. Соучредитель — Союз белорусских писателей. Премию поддерживает Местный благотворительный фонд «Возвращение».

### Премия имени Натальи Арсеньевой
Вручается с 2017 года за лучший сборник стихов на белорусском языке. Соорганизаторами выступают Белорусский ПЕН-центр, Союз белорусских писателей и Ассоциация белорусов мира «Бацькаўшчына». Партнерами премии являются Фонд культуры и образования Орса-Романо и Благотворительный фонд Ассоциации белорусов Великобритании.

### Премия имени Карлоса Шермана
Вручается с 2016 года за лучший перевод художественной книги на белорусский язык. Соучредителями премии являются Белорусский ПЕН-центр, Союз белорусских писателей и Местный благотворительный фонд «Возвращение».

### Премия имени Михаила Анемпадистова
Вручается с 2019 года за лучшую книжную обложку для белорусской книги. Соучредителями и партнерами являются Белорусский ПЕН-центр, Белорусский союз дизайнеров, Летучий университет, H&L Group, Фонд «Открытая культура» и телеканал «Белсат».

### Премия Алеся Адамовича
Основана в 1995 году в честь одного из основателей белорусского ПЕН-клуба Алеся Адамовича. Вручается за лучшую журналистскую работу по актуальным вопросам. В некоторых случаях премия присуждается за значимые для белорусской культуры инициативы, явления или события.

### Премия Франтишка Богушевича
Вручается с 1994 года за выдающуюся историческую прозу авторам книг, способствующим пробуждению самосознания и национальной независимости читателей. В некоторых случаях премией отмечаются значимые для белорусской культуры инициативы, явления или события.

### Премия Франтишка Олехновича
Основанная совместно с «Радыё Свабода» в 2013 году, она присуждается за лучшее произведение на белорусском и русском языках любого жанра, написанное в заключении. К рассмотрению принимаются статьи и рукописи. Ежегодно не присуждается.

## Президенты
- Рыгор Бородулин (1990—1999)
- Василь Быков (1999—2003)
- Лявон Барщевский (2003—2005)
- Владимир Некляев (2005—2008)
- Андрей Хаданович (2008—2017)
- Татьяна Нядбай (2017—2019)
- Светлана Алексиевич (2019—2021)